# 최은성
최은성(崔殷誠, 1971년 4월 5일 - )은 대한민국의 전 축구 선수로 현역 시절 포지션은 골키퍼였다. 대전 시티즌 소속으로만 약 15년을 뛰었으며, 김은중과 함께 대전 시티즌에서 등번호가 영구결번 되었다.

## 개요
경기도 하남시 출생으로 서울성내초등학교, 포항제철중학교, 강동고등학교, 인천대학교를 거쳤다. 상무에서 군 복무를 마치고 1997년 대전 시티즌의 창단 멤버로 입단하여, 2011년까지 대전 시티즌 한 팀에서 뛰며 꾸준하게 골문을 지켜 '수호천황'이라는 별명을 얻었다.

## 클럽 경력

### 대전 시티즌
1995년 드래프트 시기를 노쳐 실업팀 국민은행에 입단하였지만, 팀을 이탈하여 방출됐고, 군복무 후, 1997년 대전 시티즌의 창단 멤버로 프로무대에 입문하였다.
2001년 FA컵 우승과 2004년 K-리그 컵대회 준우승에 큰 공헌을 하였다. 특히, 2003년부터 2006년까지 4년간 팀의 주장을 맡았고, 2009년 다시 주장에 선임되었다.
2009년 4월 8일 전남 드래곤즈와의 피스컵 코리아 2라운드 경기에서 K리그 사상 5번째로 프로 통산 400경기 출장 기록을 세웠다. 2009년 4월 12일 울산 현대 호랑이와의 K리그 원정 경기에 출전하여 K리그와 K-리그 컵대회 합산 통산 401경기 출장으로 단일팀으로 개인 통산 최다 출장 타이를 기록하였고, 4월 18일 성남 일화 천마와의 K-리그 홈 경기에 출전하여 K리그와 K리그 컵대회 합산 통산 402경기 출장으로 단일팀으로 개인 통산 최다 출장 신기록을 세웠다.
단일 팀 선수로 개인 통산 최다 출장 신기록 464경기를 세웠으며, 대전 시티즌에서는 최은성이 은퇴한 뒤 등번호 21번을 21년 동안 결번하기로 정했다.

### 전북 현대 모터스
2012년 1월 FA 자격을 취득하였으나, 연봉 협상 문제로 대전 시티즌과 갈등을 빚어 결국 재계약에 실패하였다. 몇몇 대전 시티즌 팬들은 그의 재계약이 불발되었다는 소식이 전해지자 3월 4일 창원축구센터에서 열렸던 경남 FC와의 개막전에서 걸개를 거꾸로 걸고 침묵 응원으로 일관하며 불만을 강하게 표출했다. 염홍철 시장까지 나서서 그의 마음을 돌리려고 했지만 그는 직접 시청을 찾아가 완전히 결별한다는 의사를 밝혔다. 최은성 사태로 김광희 당시 대전 시티즌 사장이 사퇴하는 일이 벌어졌다. 대전을 떠난 뒤 프로축구 연맹에 자유계약 공시를 요청하였고, 그의 요구가 승인되어 2012년 3월 19일 자유계약선수로 공시되었다. 그 해 3월 26일까지 타 구단으로 이적이 가능하게 되었고, 2012년 3월 23일 전북 현대 모터스에 이적하였다. 2013년 3월 9일 전주월드컵경기장에서 열린 울산전에서 김병지와 김기동에 이어 역대 3번째 500경기 출장 기록을 달성하였다.
최은성은 최근 은퇴를 선언하였으며, 2014년 7월 20일에 상주 상무와의 경기를 끝으로 18년 간 누빈 그라운드를 떠나 팀의 골키퍼 코치로 활약하기로 하였다. K리그 통산 리그컵 18시즌 동안 532경기 674실점, 1도움, 152클린시트를 기록하였다.

## 국가대표팀 경력
2001년 9월 16일 나이지리아와의 친선 경기에서 뛰었다. 2002년 FIFA 월드컵에 최종 엔트리에 포함되었지만 본선 경기에서 기용되지는 않았다.

## 지도자 경력
대전 시티즌 소속이었던 2010시즌과 2011시즌에 대전의 플레잉 코치를 맡았다.
2014시즌을 앞두고 소속팀인 전북 현대 모터스와 플레잉코치 계약을 맺었다. 그리고 그 해 7월 선수 생활을 은퇴함에 따라 전북의 골키퍼 코치로 부임했다.
2019시즌을 앞두고 전북 현대의 감독이었던 최강희 사단에 합류해 중국 슈퍼리그의 다롄 이팡의 골키퍼 코치가 되었다. 반 년 후, 최강희 감독이 다롄의 감독에서 자진 사임하고 상하이 뤼디 선화의 감독으로 부임함에 따라 그 역시 상하이의 골키퍼 코치로 부임했다.
2023 시즌에는 최용수 감독이 있는 강원의 골키퍼 코치를 맡았으나, 윤정환 감독이 새로 합류하면서 반 년 만에 강원을 떠났다.
이후 기사에 따르면 최용수 퇴진 이후 강원 구단이 기존 코치들에게 잔여 계약 기간(6개월)의 50% 급여를 받고 당장 퇴사하거나 B팀으로 내려갈 것 중 하나 택할 것을 지시했다고 한다. 이에 최은성은 '이런 불편한 상황이 싫다'며 강원을 떠난 것이라고 하며 최은성의 경우 사표냈다는 이유로 강원이 잔여 연봉을 지급하지 않은 것으로 알려졌다.
2023년 7월 11일에 단 페트레스쿠가 전북 감독 부임에 맞물려 전북의 골키퍼 코치로 5년 만에 부임하여 돌아왔다.

## 그 외
2002년 10월 9일 대전 시티즌이 마카오 챔피언십 팀인 CD 몬테카를로를 5-1로 이긴 경기에서 후반 43분 프리킥으로 팀의 5번째 골을 넣어, AFC 챔피언스리그에서 골을 넣은 최초의 골키퍼가 되었다.
대전 시티즌 선수 시절 자신의 왼쪽 팔뚝에 대전 시티즌 엠블렘을 문신하기도 했었다.

## 등번호
- 1 (1997년,  대전 시티즌)

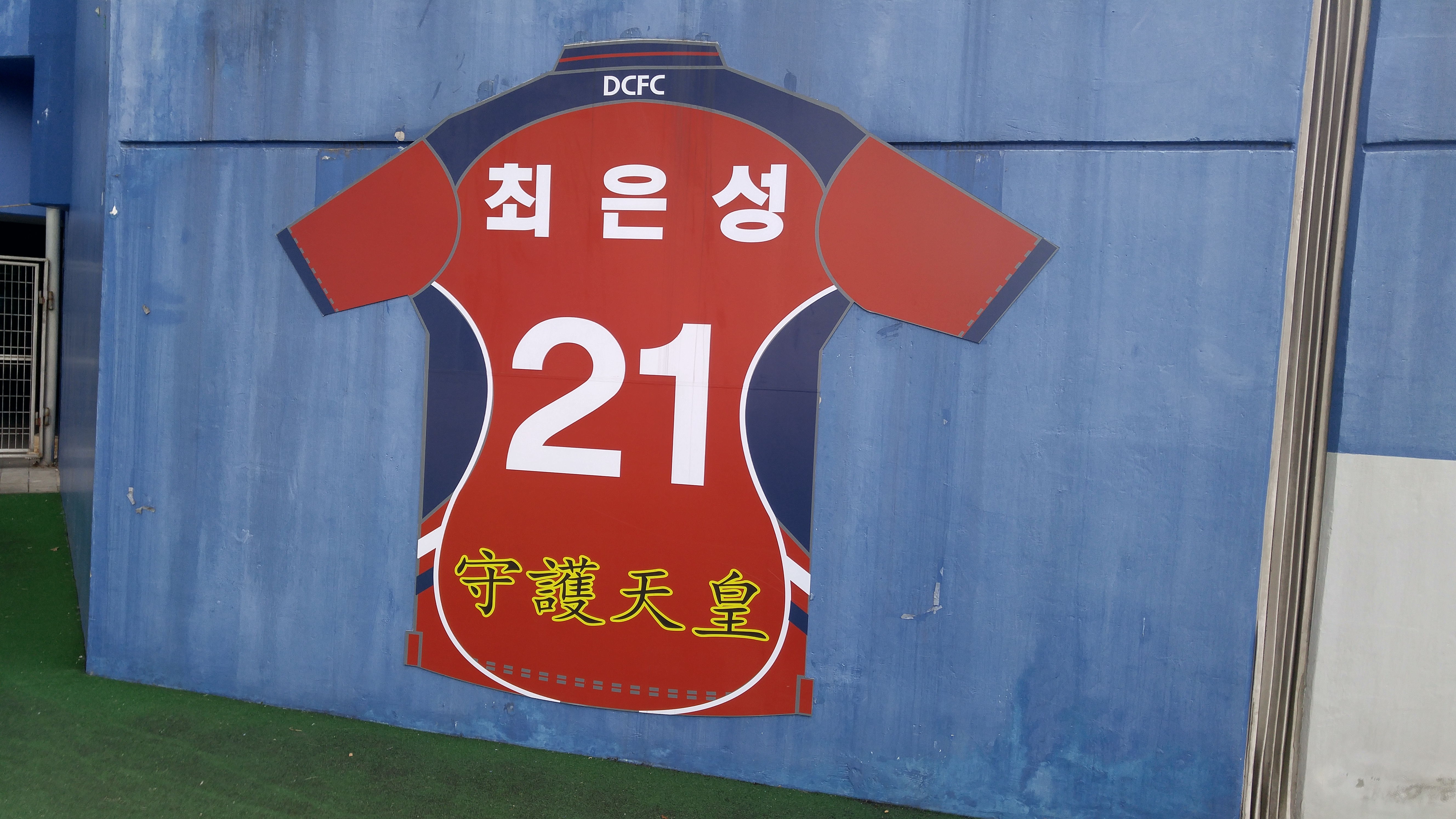
대전월드컵경기장 내 최은성의 대전 시절 등번호였던 21번 헌정을 기념하는 부착물

- 21 (1998년 ~ 2011년,  대전 시티즌)
- 22 (2012년,  전북 현대)
- 23 (2013년 ~ 2014년,  전북 현대)

최은성은 1998년부터 2011년까지 무려 14년간 21번을 달고 주전으로 활약했으며, 2012년 전북 이적 후 대전은 최은성의 번호인 21번을 향후 21년간 결번하기로 결정하였다.
전북에서는 서상민이 이미 21번을 달고 있자, 등번호 22번을 부여받았다.
22번은 대전 시티즌으로 임대이적한 김형범의 기존에 달고 있던 번호였고,2012시즌을 끝으로 전북으로 복귀할 것을 예상해 2013년 2002년 한일 월드컵 대표팀 당시의 등번호였던 23번으로 등번호를 변경하였다.

2014년 7월 20일 상주 상무와의 경기를 끝으로 은퇴한 최은성은 이 경기서 K리그 통산 532경기 출전을 기념하며 등번호 532번을 달고 뛰었다.

## 경력 목록

### 클럽 경력
- 1995년  국민은행 축구단
- 1995년 ~ 1997년  상무
- 1997년 ~ 2011년  대전 시티즌
- 2012년 ~ 2014년  전북 현대 모터스

### 국가대표팀 경력
- 2002년 FIFA 월드컵 대표

### 지도자 경력
- 2010년 ~ 2011년  대전 시티즌 플레잉 코치
- 2014년 ~ 2018년  전북 현대 모터스 골키퍼 코치
- 2019년  다롄 이팡 골키퍼 코치
- 2019년 ~ 2021년  상하이 뤼디 선화 골키퍼 코치
- 2023년  강원 FC 골키퍼 코치
- 2023년 ~ 2024년  전북 현대 모터스 골키퍼 코치

## 경력 통계

### 국가대표팀
| # | 날짜            | 장소 | 홈 팀    | 최종 결과 | 원정팀     | 대회      | 득점 | 비고 |
| - | --------------- | ---- | -------- | --------- | ---------- | --------- | ---- | ---- |
| 1 | 2001년 9월 16일 | 부산 | 대한민국 | 2 - 1     | 나이지리아 | 친선 경기 | -1   |      |

## 수상 내역

### 개인
- 2002년 자황컵 체육대상 남자 최우수상 수상
- 2002년 체육훈장 맹호장

### 클럽

#### 대전 시티즌
- FA컵 우승 1회 (2001년)
- 하우젠 컵 준우승 1회 (2004년)
- 대한민국 슈퍼컵 준우승 1회 (2002년)

#### 전북 현대 모터스
- K리그 클래식 준우승 1회 (2012년)

### 국가대표팀
- 2002년 FIFA 월드컵 4위

## 참고 자료
- 최은성, 진짜 '언성 히어로'의 이야기[깨진 링크(과거 내용 찾기)]